# Вентура, Рэй
Рэй Вентура (Raymond «Ray» Ventura; 16 апреля 1908, Париж — 29 марта 1979, Пальма-де-Мальорка) — выдающийся французский джазмен, дирижёр, музыкальный продюсер, композитор, актёр, сценарист. Известен, в частности, как исполнитель французского оригинала песни «Всё хорошо, прекрасная маркиза».
Из еврейской семьи, эмигрировавшей из Константинополя во Францию незадолго до его рождения. В период с 1942 по 1944 год Вентура со своим оркестром жил в Аргентине; после войны вернулся во Францию, где уже прошла мода на большие оркестры.
Похоронен в Париже на кладбище Батиньоль.
Племянник — эстрадный певец Саша Дистель.